# Johannes Herbert
Johannes Herbert (alemany: Johannes Friedrich Herbert)  (Groß-Zimmern, 28 d'octubre de 1912 - Stuttgart, 30 de desembre de 1978) va ser un lluitador alemany que va competir en els anys previs a la Segona Guerra Mundial.
El 1936 va prendre part en els Jocs Olímpics d'Estiu de Berlín, on guanyà la medalla de bronze en la competició del pes gall del programa de lluita lliure. Va ser subcampió alemany en estil grecoromà el 1938 i tercer el 1935 i el 1936. En estil lliure fou tercer el 1935 i el 1936. Una vegada finalitzada la guerra continuà vinculat a la lluita com a àrbitre.